# Distrito de Dunkerque
El distrito de Dunkerque es un distrito (en francés: arrondissement) de Francia, que se localiza en el département Norte (en francés Nord), de la région Norte-Paso de Calais. Cuenta con 16 cantones y 115 comunas.
La capital de un departamento se llama subprefectura (sous-préfecture). Cuando un departamento contiene la prefectura (capital) del departamento, esa prefectura es la capital del distrito, y se comporta tanto como una prefectura como una subprefectura.

## División territorial

### Cantones
Los cantones del distrito de Dunkerque son:
1. Bailleul-Nord-Est
2. Bailleul-Sud-Ouest
3. Bergues
4. Bourbourg
5. Cassel
6. Coudekerque-Branche
7. Dunkerque-Est
8. Dunkerque-Ouest
9. Grande-Synthe
10. Gravelines
11. Hazebrouck-Nord
12. Hazebrouck-Sud
13. Hondschoote
14. Merville
15. Steenvoorde
16. Wormhout

### Comunas
| 1. Armbouts-Cappel (59016)         | 2. Arnèke (59018)                  | 3. Bailleul (59043)             | 4. Bambecque (59046)            |
| 5. Bavinchove (59054)              | 6. Bergues (59067)                 | 7. Berthen (59073)              | 8. Bierne (59082)               |
| 9. Bissezeele (59083)              | 10. Blaringhem (59084)             | 11. Boeschepe (59086)           | 12. Bollezeele (59089)          |
| 13. Borre (59091)                  | 14. Bourbourg (59094)              | 15. Boëseghem (59087)           | 16. Bray-Dunes (59107)          |
| 17. Brouckerque (59110)            | 18. Broxeele (59111)               | 19. Buysscheure (59119)         | 20. Cappelle-Brouck (59130)     |
| 21. Cappelle-la-Grande (59131)     | 22. Cassel (59135)                 | 23. Caëstre (59120)             | 24. Coudekerque (59154)         |
| 25. Coudekerque-Branche (59155)    | 26. Craywick (59159)               | 27. Crochte (59162)             | 28. Le Doulieu (59180)          |
| 29. Drincham (59182)               | 30. Dunkerque (59183)              | 31. Ebblinghem (59184)          | 32. Eecke (59189)               |
| 33. Eringhem (59200)               | 34. Esquelbecq (59210)             | 35. Estaires (59212)            | 36. Flêtre (59237)              |
| 37. Fort-Mardyck (59248)           | 38. Ghyvelde (59260)               | 39. Godewaersvelde (59262)      | 40. La Gorgue (59268)           |
| 41. Grand-Fort-Philippe (59272)    | 42. Grande-Synthe (59271)          | 43. Gravelines (59273)          | 44. Hardifort (59282)           |
| 45. Haverskerque (59293)           | 46. Hazebrouck (59295)             | 47. Herzeele (59305)            | 48. Holque (59307)              |
| 49. Hondeghem (59308)              | 50. Hondschoote (59309)            | 51. Houtkerque (59318)          | 52. Hoymille (59319)            |
| 53. Killem (59326)                 | 54. Lederzeele (59337)             | 55. Ledringhem (59338)          | 56. Leffrinckoucke (59340)      |
| 57. Looberghe (59358)              | 58. Loon-Plage (59359)             | 59. Lynde (59366)               | 60. Merckeghem (59397)          |
| 61. Merris (59399)                 | 62. Merville (59400)               | 63. Millam (59402)              | 64. Morbecque (59416)           |
| 65. Les Moëres (59404)             | 66. Méteren (59401)                | 67. Neuf-Berquin (59423)        | 68. Nieppe (59431)              |
| 69. Nieurlet (59433)               | 70. Noordpeene (59436)             | 71. Ochtezeele (59443)          | 72. Oost-Cappel (59448)         |
| 73. Oudezeele (59453)              | 74. Oxelaëre (59454)               | 75. Pitgam (59463)              | 76. Pradelles (59469)           |
| 77. Quaëdypre (59478)              | 78. Renescure (59497)              | 79. Rexpoëde (59499)            | 80. Rubrouck (59516)            |
| 81. Saint-Georges-sur-l'Aa (59532) | 82. Saint-Jans-Cappel (59535)      | 83. Saint-Momelin (59538)       | 84. Saint-Pierre-Brouck (59539) |
| 85. Saint-Pol-sur-Mer (59540)      | 86. Saint-Sylvestre-Cappel (59546) | 87. Sainte-Marie-Cappel (59536) | 88. Sercus (59568)              |
| 89. Socx (59570)                   | 90. Spycker (59576)                | 91. Staple (59577)              | 92. Steenbecque (59578)         |
| 93. Steene (59579)                 | 94. Steenvoorde (59580)            | 95. Steenwerck (59581)          | 96. Strazeele (59582)           |
| 97. Terdeghem (59587)              | 98. Thiennes (59590)               | 99. Téteghem (59588)            | 100. Uxem (59605)               |
| 101. Vieux-Berquin (59615)         | 102. Volckerinckhove (59628)       | 103. Wallon-Cappel (59634)      | 104. Warhem (59641)             |
| 105. Watten (59647)                | 106. Wemaers-Cappel (59655)        | 107. West-Cappel (59657)        | 108. Winnezeele (59662)         |
| 109. Wormhout (59663)              | 110. Wulverdinghe (59664)          | 111. Wylder (59665)             | 112. Zegerscappel (59666)       |
| 113. Zermezeele (59667)            | 114. Zuydcoote (59668)             | 115. Zuytpeene (59669)          |                                 |